# Barbaetis benfieldi
Barbaetis benfieldi is een haft uit de familie Baetidae. De wetenschappelijke naam van de soort is voor het eerst geldig gepubliceerd in 1985 door Kennedy.
De soort komt voor in het Nearctisch gebied.